# Carl Trautmann (Puppenhersteller)
Carl Trautmann (C. T.) war der Name einer im 19. Jahrhundert in Thüringen gegründeten Puppen-Manufaktur mit Sitz in Finsterbergen.

## Geschichte
Das Unternehmen wurde 1884 gegründet und stellte Kugelgelenk-Puppen her. Für den Kopf nutzte sie ausschließlich diejenigen aus Biskuitporzellan der Firma Simon & Halbig. Die dort angebrachten Marken trugen beispielsweise die Initialen S & C, darunter C. T. gefolgt von einer Nummer. 1906 zog das Unternehmen nach Catterfeld um und firmierte seitdem als Catterfelder Puppenfabrik.